# Ana Rosa Luna
Ana Rosa Luna Velázquez (Coamo, 16 marzo 1989) è una pallavolista portoricana.
Gioca nel ruolo di centrale nelle Leonas de Ponce.

## Carriera
La carriera di Ana Rosa Luna inizia a livello scolastico, giocando sia a pallavolo che a pallacanestro. Nel 2003 entra a far parte del settore giovanile delle Leonas de Ponce e fa anche il suo debutto nella nazionale portoricana all'età di quattordici anni. Nella stagione 2004 viene promossa in prima squadra, facendo il suo debutto nella Liga Superior: inizia una lunga militanza nella franchigia, raggiungendo le finali scudetto nella stagione 2014; gioca anche nelle selezioni portoricane giovanili, vincendo la medaglia d'argento al campionato nordamericano Under-18 2004

## Palmarès

### Nazionale (competizioni minori)
- Campionato nordamericano Under-18 2004